# Летняя Спартакиада народов СССР 1959
II летняя Спартакиада народов СССР  — проходила в Москве с 8 августа по 16 августа 1959 года.

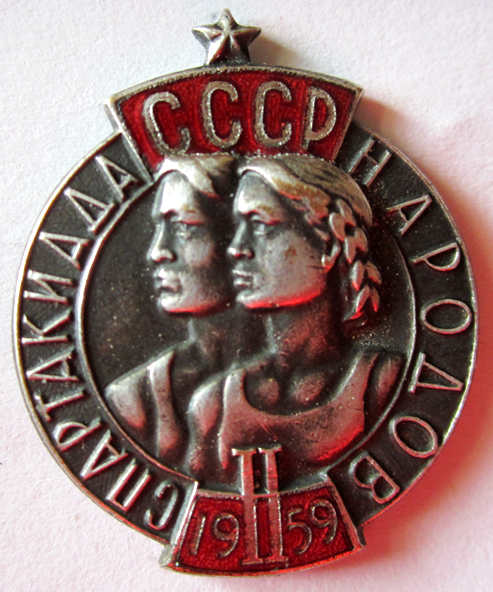
Знак участника 2-й летней Спартакиады народов СССР

## Общая информация
К участию в финальных соревнованиях Спартакиады впервые были допущены команды производственных коллективов — победители первенства союзных республик по лёгкой атлетике, велоспорту, тяжёлой атлетике, гимнастике, что в значительной мере повлияло на уровень результатов в данных видах программы. В общей сложности в Спартакиаде приняло участие 78 команд из 60 краёв, республик и областей СССР. Лучшим были вручены призы Центрального Совета спортивных обществ и организаций.
В отборочных состязаниях предшествовавшим финальным стартам и проводившимся в 190 тысячах коллективов физкультуры, участвовало около 40 миллионов советских граждан. Финальные соревнования прошли в Москве по 22 видам спорта. Дебютировали на спартакиаде шахматы, мотоспорт и настольный теннис. В финальной стадии приняли участие 8452 спортсмена 43 национальностей всех союзных республик.
На Спартакиаде было установлено 12 рекордов Советского Союза, один рекорд Европы, 3 мировых рекорда. В командном зачёте первое место заняли спортсмены сборной Москвы — 344 очка. На втором месте — сборная РСФСР — 329,5 очка, на третьем сборная Ленинграда — 324 очка.

## Финальные соревнования
| Вид спорта                  | Сроки проведения | Место проведения |                                           |
| --------------------------- | ---------------- | --- | ----------------------------------------- |
| Баскетбол                   | 6—15 августа     | Москва. Малая спортивная арена Центрального стадиона имени В. И. Ленина                                                           |                                           |
| Бокс                        | 9—15 августа     | Москва. Летний каток «Сокольники», Дворец спорта Центрального стадиона имени В. И. Ленина                                         | Результаты                                |
| Борьба вольная              | 12—15 августа    | Москва. Теннисные корты «Энергия»                                                                                                 | Результаты                                |
| Борьба классическая         | 9—12 августа     | Москва. Теннисные корты «Энергия»                                                                                                 | Результаты                                |
| Велосипедный спорт, шоссе   | 8—15 августа     | Москва. Минское Шоссе |                                           |
| Водное поло                 | 6—15 августа     | Москва. Плавательный бассейн Центрального стадиона имени В. И. Ленина, бассейн «Москва»                                           | Результаты                                |
| Волейбол                    | 6—15 августа     | Москва. Стадион «Динамо» | Результаты (мужчины) Результаты (женщины) |
| Гимнастика                  | 9—13 августа     | Москва. Дворец спорта Центрального стадиона имени В. И. Ленина                                                                    |                                           |
| Гребля на байдарках и каноэ | 9—12 августа     | Москва. Водная станция «Динамо»                                                                                                   |                                           |
| Конный спорт                | 8—15 августа     | Москва. Московский ипподром, База «Спартак» на Планерной                                                                          |                                           |
| Лёгкая атлетика             | 9 — 14 августа   | Москва. Центральный стадион имени В. И. Ленина                                                                                    | Результаты                                |
| Мотоспорт                   |                  | Тушино |                                           |
| Плавание                    | 10—15 августа    | Москва. Плавательный бассейн Центрального стадиона имени В. И. Ленина.                                                            |                                           |
| Прыжки в воду               | 10—15 августа    | Москва. Бассейн «Москва» |                                           |
| Современное пятиборье       | 9—14 августа     | Москва. База «Спартак» на Планерной, Трёхзальный корпус МГУ им. Ломоносова, Стрельбище «Динамо», Бассейн «Москва», Ленинские горы | Результаты                                |
| Стрелковый спорт            | 8—15 августа     | Мытищи. Стрельбище «Динамо» |                                           |
| Стендовая стрельба          | 9—12 августа     | Мытищи. Стрельбище «Динамо» |                                           |
| Теннис                      | 6—19 августа     | Москва. Теннисные корты Центрального стадиона имени В. И. Ленина                                                                  |                                           |
| Теннис настольный           | 8—15 августа     | Москва. Спортклуб «Крылья Советов»                                                                                                |                                           |
| Тяжёлая атлетика            | 9—15 августа     | Москва. Зимний теннисный корт «Шахтёр»                                                                                            |                                           |
| Фехтование                  | 7—15 августа     | Москва. Трёхзальный корпус МГУ им. Ломоносова                                                                                     |                                           |
| Шахматы                     | 6—15 августа     | Москва. Центральный шахматный клуб                                                                                                | Результаты                                |

## Память

### Документальный фильм
- ЦСДФ (РЦСДФ) (1959). Киножурнал «Советский спорт», 1959 г., № 8.  10 мин. {{cite episode}}: |series= пропущен или пуст (справка)

### В филателии
В 1959 году была выпущена серия почтовых марок СССР, посвящённых Спартакиаде:

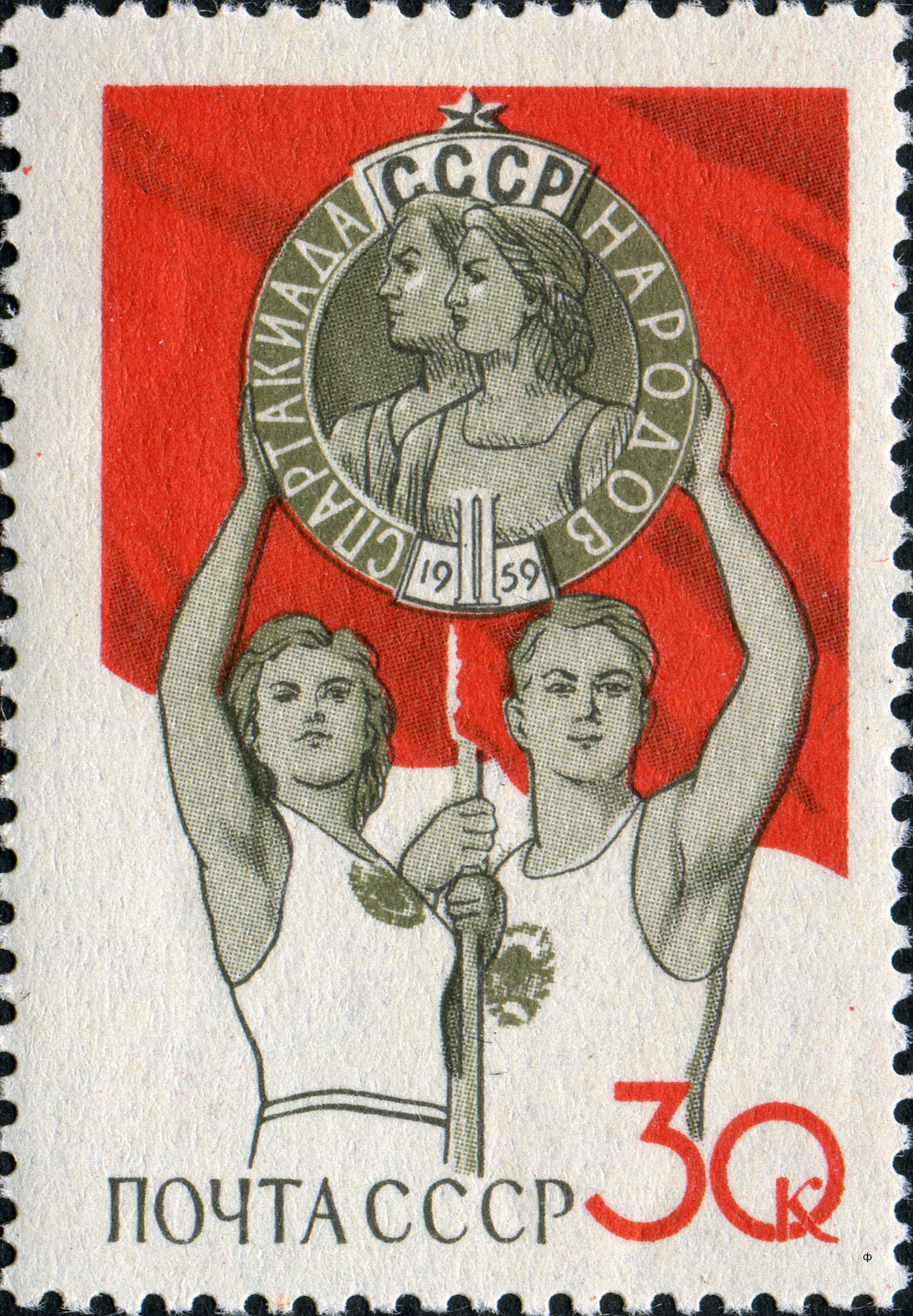
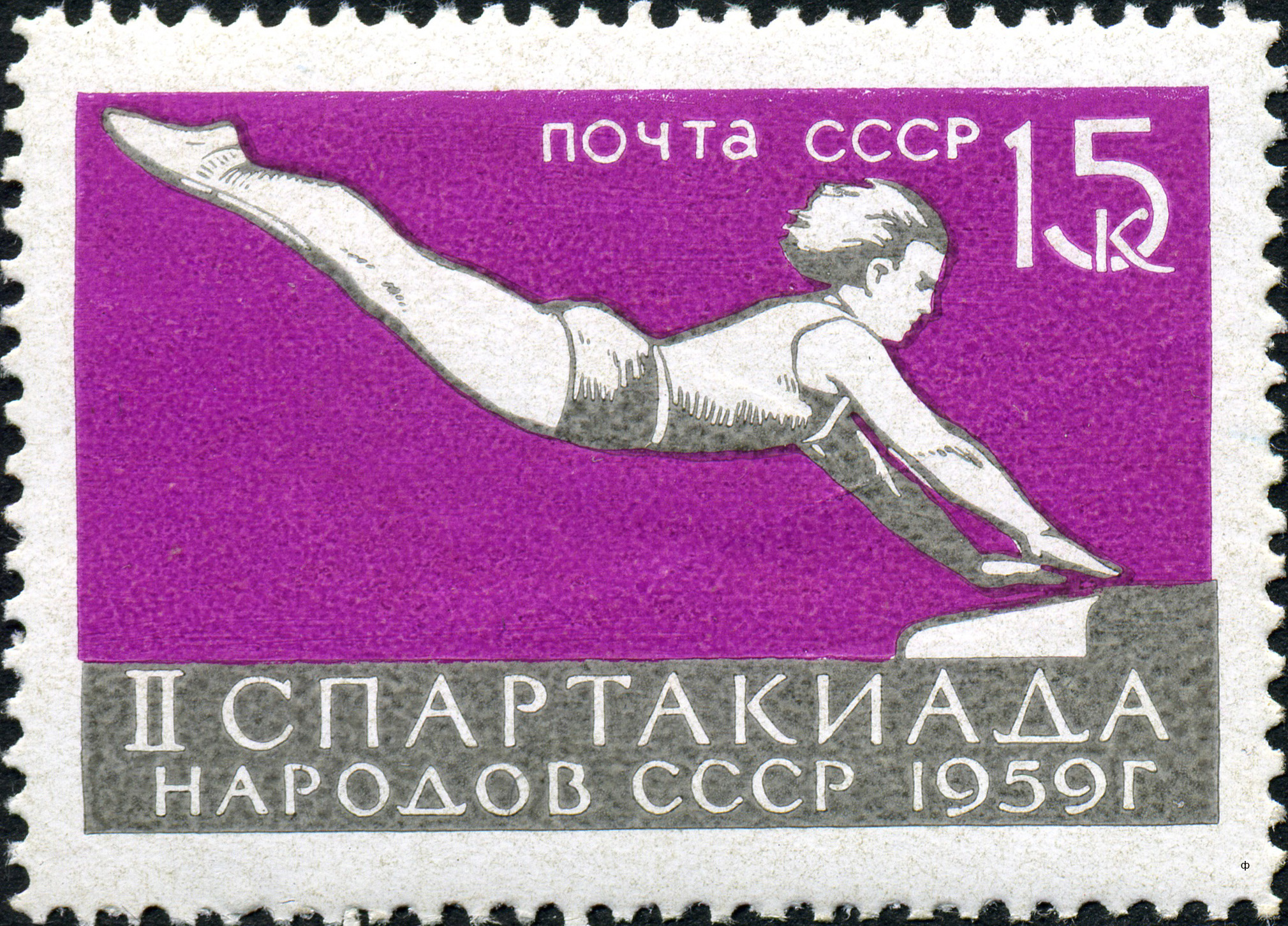
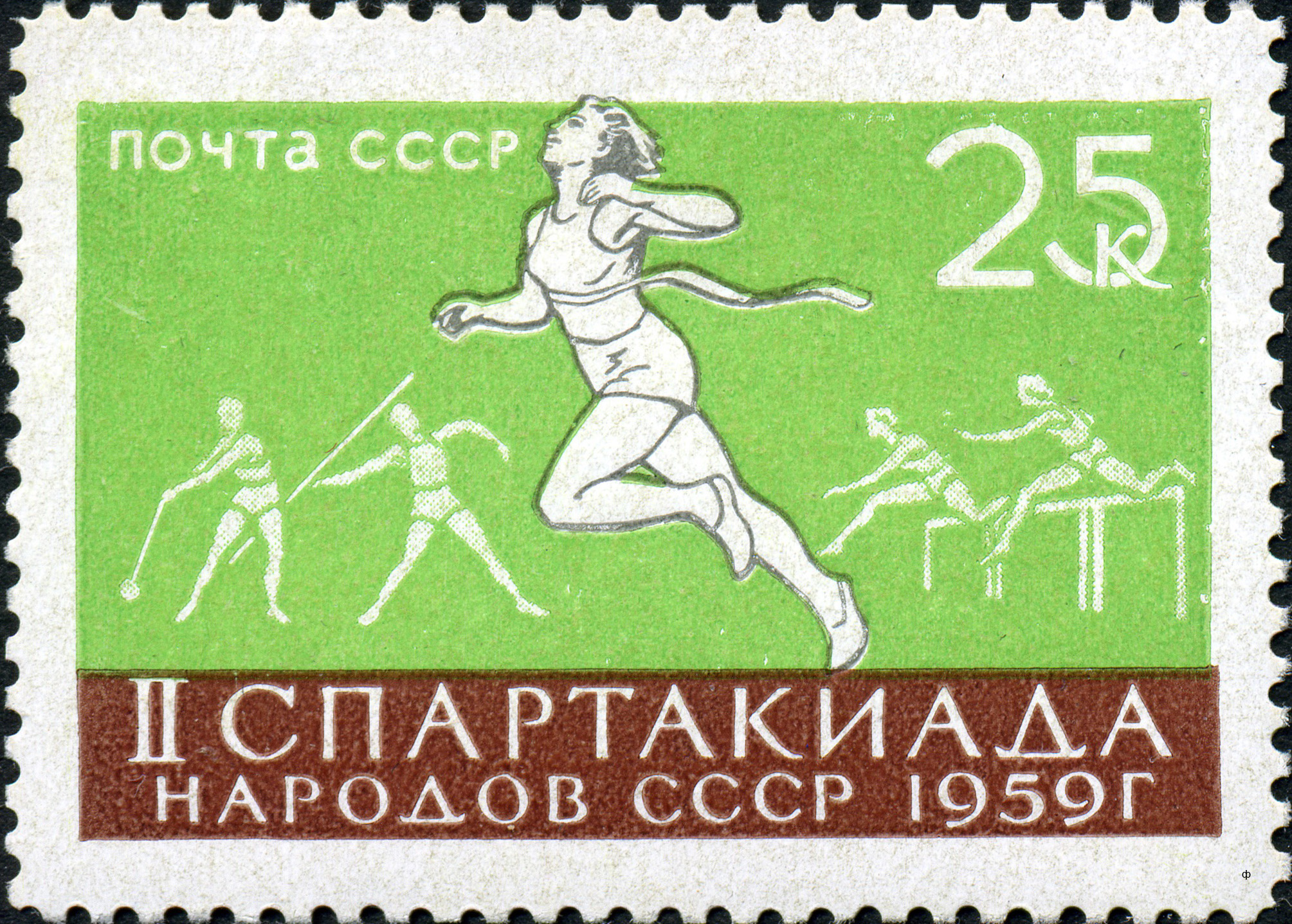
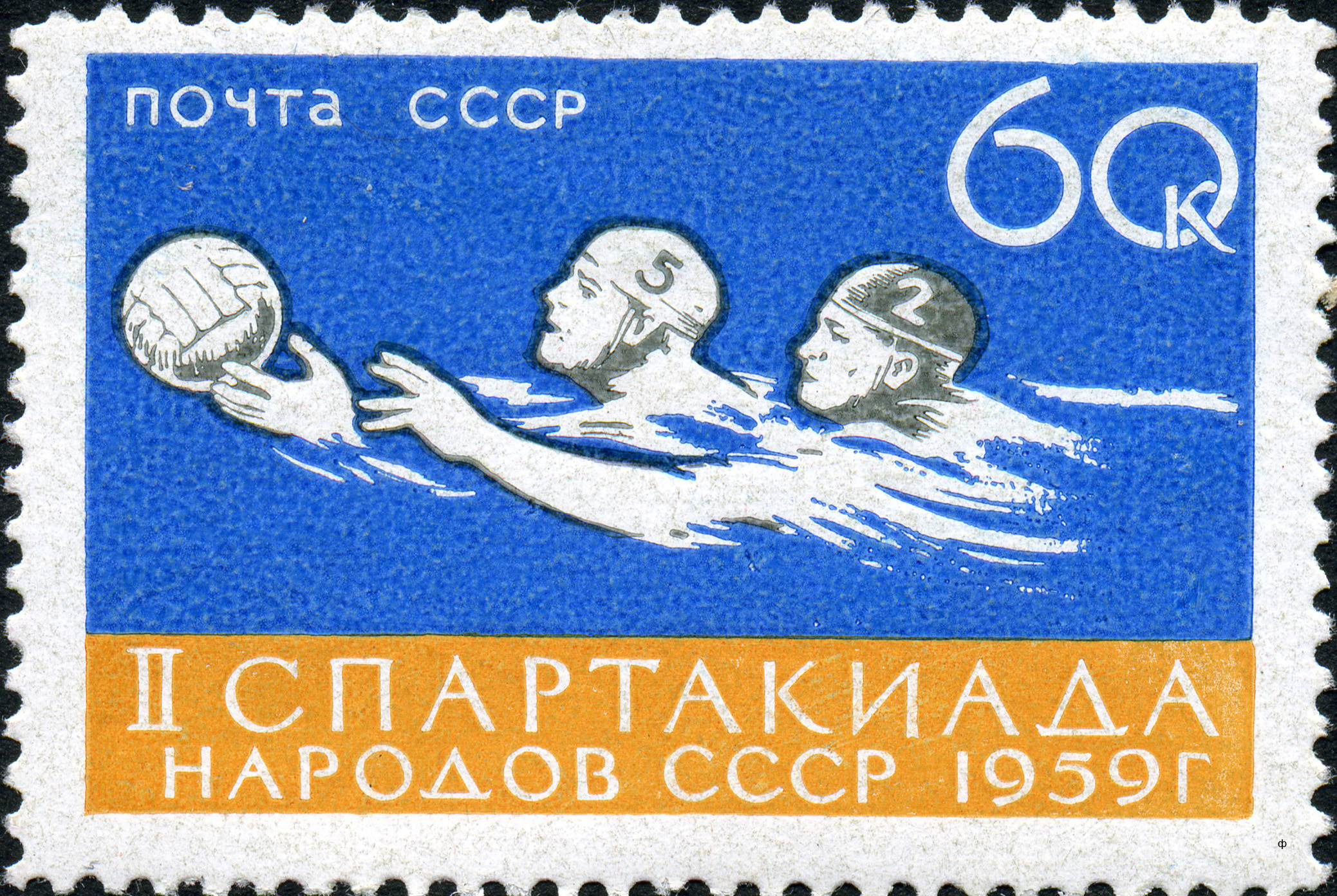

### В филумении
В 1959 году фабрикой «Белка» была выпущена серия спичечных этикеток, посвящённых Спартакиаде.